# Sorex arunchi
Il toporagno della Selva di Arvonchi anche noto come toporagno di Udine (Sorex arunchi Lapini & Testone ,1998) è un mammifero della famiglia dei Soricidae, endemico dell'Europa, dove si trova nella provincia di Udine e probabilmente in Slovenia.

## Distribuzione e habitat
Abita le pianure boschive della provincia di Udine e probabilmente della Slovenia.

## Tassonomia
Non è chiaro se si tratta di una specie valida tassonomicamente; potrebbe essere conspecifico di Sorex antinorii, anche se il suo cariotipo non è stato ancora studiato.

## Conservazione
Il toporagno di Udine è minacciato dai pesticidi e dalla distruzione dell'habitat causato dall'agricoltura. Inoltre è minacciato dal suo areale molto ristretto.
Ma siccome la validità della specie è discussa, e la vera consistenza del suo areale è ancora sconosciuta, la specie è classificata dalla IUCN Red List come Data deficient (DD) in attesa di maggiori informazioni.